# Master of Puppets (album)
Master of Puppets is het derde studioalbum van de metalband Metallica uitgebracht op 3 maart 1986. Het was het laatste album waarop bassist Cliff Burton meespeelde en wordt gezien als een mijlpaal in de geschiedenis van metal.
In 2006 werd elk nummer van het album gecoverd voor Kerrang!'s Master of Puppets: Remastered om het twintigjarig bestaan van het album te vieren.
Op de Metallicatournee Escape from the Studio '06 speelde de band het volledige album, omdat het album toen 20 jaar geleden was uitgebracht. Deze tournee was de eerste gelegenheid waarop het nummer Orion live werd gespeeld sinds Cliff Burtons overlijden. Voorheen wilde de band het nummer niet spelen uit eerbetoon aan de overleden bassist.

## Tracklist
1. Battery - 5:12 (Hetfield, Ulrich)
2. Master Of Puppets - 8:38 (Burton, Hammett, Hetfield, Ulrich)
3. The Thing That Should Not Be - 6:37 (Hammett, Hetfield, Ulrich)
4. Welcome Home (Sanitarium) - 6:27 (Hammett, Hetfield, Ulrich)
5. Disposable Heroes - 8:16 (Hammett, Hetfield, Ulrich)
6. Leper Messiah - 5:40 (Hetfield, Ulrich)
7. Orion - 8:28 (instrumentaal) (Burton, Hetfield, Ulrich)
8. Damage Inc. - 5:29 (Burton, Hammett, Hetfield, Ulrich)

## Informatie bij nummers
Net als zijn voorganger, Ride the Lightning, en zijn opvolger, ...And Justice For All, gaat het album Master of Puppets voornamelijk over één en hetzelfde thema, namelijk macht. Ride the Lightning gaat over de dood en ...And Justice for All over gerechtigheid. Battery gaat over woede, Master of Puppets over drugs, Welcome Home (Sanitarium) over psychisch ziek zijn, Disposable Heroes over soldaten onder het bewind van wereldleiders, Leper Messiah over bedriegers.
- The Thing that Should Not Be is, net als The Call of Ktulu van het album Ride the Lightning geïnspireerd op de werken van H.P. Lovecraft. Een opvallend stuk tekst in dit nummer is:

Not dead which eternal lie
stranger aeons Death may die
Een gedicht in een van de werken van Lovecraft gaat als volgt:
That is not dead
Which can eternal lie
Yet with strange aeons
Even death may die
- Welcome Home (Sanitarium) is geïnspireerd op de film One Flew Over the Cuckoo's Nest.

## Bezetting
- James Hetfield - zang, slaggitaar
- Kirk Hammett - leadgitaar
- Cliff Burton - basgitaar
- Lars Ulrich - drums